# Gabriel Leiva Rojas
Gabriel Fernando Leiva Rojas (Turrialba, 27 de agosto de 1994) es un futbolista costarricense. Juega de mediocampista en el Municipal Liberia de la Primera División de Costa Rica. 
Su primer club fue el Deportivo Saprissa de su país. Además,  Leiva militó por una temporada en el Club Atlético River Plate de la Primera División de Argentina.

## Trayectoria
Gabriel Leiva perteneció a las filas del Deportivo Saprissa desde los 11 años, club donde hizo sus ligas menores. Nunca debutó con este club en la  Primera División de Costa Rica.
En el 2012, con sólo 17 años fue fichado por el River Plate, luego de llegar a buenos términos las negociaciones entre el club "morado" y el club "millonario". En Argentina, jugó con la reserva del equipo bonaerense. Sin embargo, Leiva no logró consolidarse con el equipo mayor, por lo que fue dado de baja al término del torneo.
En 2013, pasó a formar parte del Club Sport Cartaginés de Costa Rica.

### Patriotas Boyacá Colombia
En agosto de 2016 emprende un viaje a Colombia para integrarse las filas de club Patriotas Boyacá de la Primera División Colombiana, pero no lograría perfilarse como un jugador clave en el club para la plaza de extranjero que requería e iría a jugar al equipo de su pueblo natal Turrialba.

### En Guatemala
Se fue libre de Turrialba en 2018 al fútbol de Guatemala donde tuvo muchos partidos jugados solo anotó 4 goles, se irían libre para volver al fútbol de su país, a un equipo recién ascendido a primera división como contratación bomba de Jicaral.

### Regreso a Costa Rica
Luego de un par de torneos en un nivel óptimo con un equipo que lucha por no descender como Jicaral, es contratado por Pérez Zeledón en el año 2020.

### Actualidad
En octubre de 2022 se da a conocer que por un acuerdo entre clubes, formará parte del Club Sport Herediano a partir del clausura 2023.

## Selección nacional
Con la selección nacional de Costa Rica participó en el Premundial Sub-20 de la CONCACAF disputado en Puebla, México a inicios de 2013 y en los Juegos Centroamericanos San José 2013.

## Clubes
| Club                            | País       | Año         |
| ------------------------------- | ---------- | ----------- |
| Deportivo Saprissa              | Costa Rica | 2011 - 2012 |
| River Plate                     | Argentina  | 2012 - 2013 |
| Cartaginés                      | Costa Rica | 2013 - 2016 |
| Atlético Junior                 | Colombia   | 2016 - 2017 |
| CSD Municipal                   | Guatemala  | 2018 - 2019 |
| Jicaral Sercoba                 | Costa Rica | 2019 - 2020 |
| Perez Zeledòn                   | Costa Rica | 2020 - 2022 |
| Herediano                       | Costa Rica | 2023        |
| Asociación Deportiva San Carlos | Costa Rica | 2023 - act. |